# Stille verkoop
Stille verkoop is een verkoopwijze die vooral toegepast wordt bij de verkoop van woningen. De verkoop van de woning wordt niet bekendgemaakt aan het publiek. Dus geen advertenties en/of een te koop bord in de tuin. De woning krijgt bij stille verkoop alleen een omschrijving op de website zonder foto's en zonder adres. Een sfeerfoto van de woning of omgeving is wel mogelijk. Daarmee is de woning niet identificeerbaar, maar krijgt de koper wel een indruk. Omdat er beperkt informatie wordt gedeeld biedt de verkoopwijze meer privacy bij de verkoop. Alleen een serieuze kandidaat-koper wordt door de verkoper en/of zijn makelaar nader geïnformeerd.